# Au nom de la rose
Au nom de la rose è un singolo del cantante francese Moos pubblicato nel 1999.

## Tracce
1. Au nom de la rose (Extended) – 4:28
2. Au nom de la rose (Single) – 4:18